# لورانس غرايسون
لورانس غرايسون (بالإنجليزية: Lawrence Grayson)‏ هو سياسي أسترالي وبريطاني (وحمل سابقاً جنسية المملكة المتحدة لبريطانيا العظمى وأيرلندا)، ولد في 1839، وتوفي في 7 أكتوبر 1916. انتخب Commissioner of Public Works (South Australia) ‏ (15 أكتوبر 1892 – 12 مايو 1893) وانتخب عضو مجلس النواب جنوب أستراليا من الجمعية عن دائرة Electoral district of West Adelaide ‏ وقد انضم خلال فترته النيابية (19 مارس 1887 – 14 أبريل 1893) للكتلة البرلمانية مستقل.